# Tatyana McFadden
Tatyana McFadden (* 21. April 1989 in Leningrad) ist eine US-amerikanische Rollstuhlsportlerin russischer Herkunft. In den Jahren 2004 und 2008 war McFadden bei den Paralympics auf der Kurzstrecke und in der Staffel erfolgreich, 2012 trat sie auch im Marathon an, 2016 dann noch zusätzlich auf der Langstrecke.

## Leben
McFadden wurde mit einer Fehlbildung des Rückenmarks geboren und ist dadurch von Geburt an von der Hüfte abwärts gelähmt. Die ersten sechs Lebensjahre verbrachte McFadden in einem Waisenhaus ihrer Geburtsstadt. 1994 wurde sie von Debbie McFadden adoptiert und zog zu ihrer Adoptivfamilie in die Vereinigten Staaten.
2004 nahm McFadden im Alter von 15 Jahren das erste Mal an den Paralympics teil und gewann in Athen eine Silber- und eine Bronzemedaille. Bei den Paralympics 2008 in Peking konnte sie dreimal Silber und einmal Bronze gewinnen. Durch den Sieg beim Rollstuhl-Marathon 2011 in Chicago qualifizierte sich McFadden für die Sommer-Paralympics 2012 in London, bei denen sie dreimal Gold und einmal Bronze gewinnen konnte.
2014 nahm McFadden an den Winter-Paralympics 2014 in Sotschi teil und gewann eine Silbermedaille im Langlauf in der Disziplin 1 km Sprint.
Ihre Geschichte wurde 2020 im Dokumentarfilm Phönix aus der Asche thematisiert.